# Новая Радча
Новая Радча (укр. Нова Радча) — село на Украине, находится в Народичском районе Житомирской области.
Код КОАТУУ — 1823787205. Население по переписи 2001 года составляет 150 человек. Почтовый индекс — 11412. Телефонный код — 4140. Занимает площадь 0,536 км².

## Адрес местного совета
11412, Житомирская область, Народичский р-н, с.Радча